# Venturada
Venturada é um município da Espanha na província e comunidade autónoma de Madrid, de área 9,79 km² com população de 1451 habitantes (2006) e densidade populacional de 113,85 hab/km².
Localiza-se na Serra Norte de Madrid, a 50 quilómetros da cidade. Graças ao aumento de preços das habitações na cidade de Madrid, Venturada tem registado um aumento populacional significativo. Em 2018 possui 23% dos habitantes com menos de 18%.

## Demografia
| Variação demográfica do município entre 1991 e 2004 | Variação demográfica do município entre 1991 e 2004 | Variação demográfica do município entre 1991 e 2004 | Variação demográfica do município entre 1991 e 2004 |
| --------------------------------------------------- | --------------------------------------------------- | --------------------------------------------------- | --------------------------------------------------- |
| 1991                                                | 1996                                                | 2001                                                | 2004                                                |
| 332                                                 | 539                                                 | 933                                                 | 1118                                                |

## Associações locais
- Unión Deportiva Vellón Venturada